# Metoda Gierasimowa

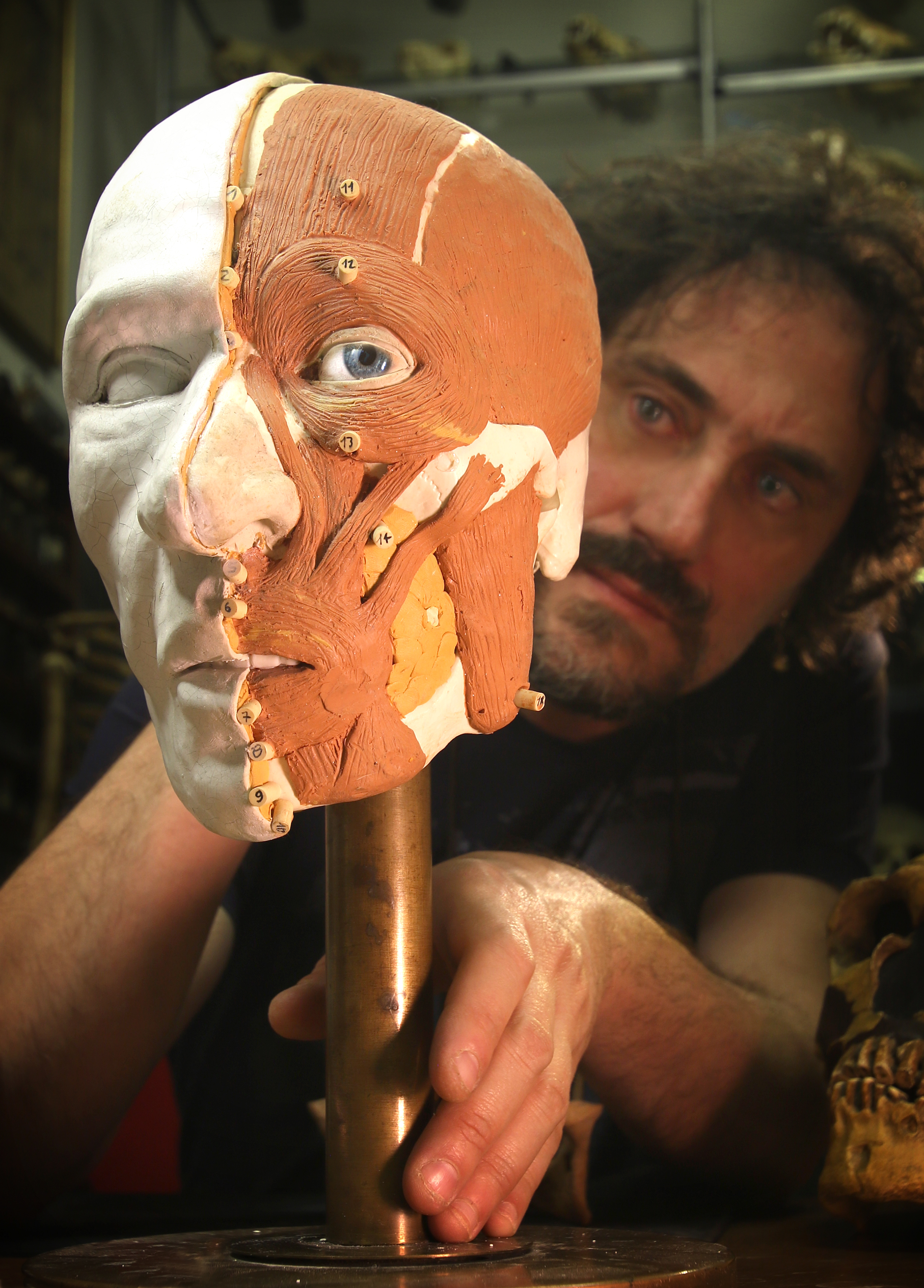

Metoda Gierasimowa – metoda badawcza stosowana w antropologii fizycznej, polegająca na rekonstrukcji plastycznej wyglądu twarzy człowieka na podstawie zachowanych elementów czaszki. Nazywana jest metodą Gierasimowa od nazwiska rosyjskiego antropologa Michaiła Gierasimowa, który stał się współtwórcą otwartego w 1950 Laboratorium Rekonstrukcji Plastycznej Akademii Nauk ZSRR. Metoda oparta jest na związku między kształtem oraz grubością tkanki miękkiej czaszki a morfologią czaszki.
Na początku Gierasimow wykonywał modele w plastelinie, potem metoda została udoskonalona. 
Kolejność działań przy stosowaniu tej metody jest następująca: 
- wykonanie odlewu czaszki,
- wbicie w ważne anatomicznie miejsca kołeczków, na których zaznaczana jest grubość tkanki mięśniowej w danym miejscu,
- umieszczenie kulek z polistyrenu w oczodołach,
- nałożenie na odlew gliny rzeźbiarskiej na wysokość zaznaczeń na kołeczkach,
- uzupełnienie rekonstrukcji o włosy, brwi i inne szczegóły[2].

Metoda ta wykorzystywana jest m.in. w kryminalistyce, czy archeologii.